# Michel Pont
Michel Pont (* 19. Juni 1954 in Genf) ist ein ehemaliger Schweizer Fussballspieler und heutiger Trainer. 
Als Fussballspieler war Pont beim CS Chênois und bei Étoile Carouge aktiv. Vor seiner Berufung zum National-Assistenztrainer im Jahr 2001 hatte er als Trainer dreier Genfer Mannschaften und dem FC Lugano gearbeitet. In der Schweizer Nationalmannschaft assistierte er Köbi Kuhn und seit 2008 Ottmar Hitzfeld. Bewusst hatte sich Hitzfeld wegen mangelnder Französischkenntnisse seinerseits und seines bisherigen Co-Trainers Michael Henke für Pont als Co-Trainer entschieden. Nachdem Hitzfeld 2014 nach der WM-Endrunde in Brasilien als Trainer zurückgetreten war, beendete auch Pont seine Tätigkeit bei der Schweizer Nationalmannschaft.